# Refugi de San Vicienda
El Refugi de San Vicienda (en aragonés cubilar d'a Sant Vicienda u cabanya de Sant Vicienda, en castellà refugio de San Vicenda) es troba a 1.780 m d'altitud al Parc d'Ordesa i Mont Perdut, entre el Coll de Plana Canal i el Canyó d'Añisclo. És un refugi ramader de muntanya no guardat amb 8 places.